# Ben Macintyre
Benedict Richard Pierce Macintyre (Oxford, 25 dicembre 1963) è uno scrittore, storico e giornalista britannico, opinionista del Times; nella sua rubrica si occupa di controversie storiche e di attualità.

## Biografia
Macintyre è il figlio maggiore [2] di Angus Donald Macintyre (morto nel 1994), membro e tutor di storia moderna al Magdalen College di Oxford (eletto preside dell'Hertford College di Oxford prima della sua morte avvenuta in un incidente stradale), autore del primo lavoro accademico sul nazionalista irlandese Daniel O'Connell, redattore generale della serie Oxford Historical Monographs dal 1971 al 1979, redattore di The English Historical Review dal 1978 al 1986 e presidente del Governors of Magdalen College School dal 1987 al 1990, e Joanna, figlia di Sir Richard Musgrave Harvey, 2° Baronetto e discendente di Berkeley Paget. Sua nonna paterna era una discendente di James Netterville, settimo visconte Netterville.
Macintyre ha studiato alla Abingdon School e al St John's College di Cambridge, laureandosi in storia nel 1985.

## Opere
- Forgotten Fatherland: The Search for Elisabeth Nietzsche, New York, 1992, ISBN 978-0-374-15759-3.
- (EN) The Napoleon of Crime: The Life and Times of Adam Worth, Master Thief, Delta, 1997, ISBN 978-0-385-31993-5.
- A Foreign Field: A True Story of Love and Betrayal in the Great War, HarperCollins, 2001, ISBN 978-0-00-257122-7. [ed. USA: The Englishman's Daughter: A True Story of Love and Betrayal in World War One, New York, Farrar, Straus and Giroux, 2002, ISBN 978-0-374-12985-9]
- The Man Who Would Be King: The First American in Afghanistan [Josiah Harlan], New York, Farrar, Straus and Giroux, 2004, ISBN 978-0-374-20178-4.
- Agente Zigzag. Al servizio di Hitler e Sua Maestà (Agent Zigzag: The True Wartime Story of Eddie Chapman: Lover, Betrayer, Hero, Spy, 2007), traduzione di D. Fasic, Collana Saggi, Milano, Sperling & Kupfer, 2008, ISBN 978-88-200-4555-5.
- For Your Eyes Only: Ian Fleming and James Bond, London, Bloomsbury Publishing, 2008.
- The Last Word: Tales from the Tip of the Mother Tongue, London, Bloomsbury Publishing, 2009, ISBN 978-1-4088-0333-2.
- L'uomo che non c'era. Come il controspionaggio inglese nascose a Hitler lo sbarco in Sicilia (Operation Mincemeat: The True Spy Story that Changed the Course of World War II, 2010), Collana Oscar Storia n.557, Milano, Mondadori, 2012, ISBN 978-88-046-1908-6.
- Il segreto del D-Day. La verità sulle spie che ingannarono Hitler (Double Cross: The True Story of the D-Day Spies, 2012), traduzione di E. Sciarra, Collana Oscar Storia n.580, Milano, Mondadori, 2014, ISBN 978-88-046-4010-3.
- Una spia tra di noi (A Spy Among Friends: Kim Philby and the Great Betrayal, 2014), traduzione di R. Vitangeli, Postfazione di John Le Carré, Collana I colibrì, Neri Pozza, 2023, ISBN 978-88-545-2837-6.
- Rogue Heroes: The History of the SAS, Britain's Secret Special Forces Unit That Sabotaged the Nazis and Changed the Nature of War, McClelland & Stewart, 2017, ISBN 978-07-710-6032-8, pp.400.
- The Spy and the Traitor: The Greatest Espionage Story of the Cold War [Oleg Gordievsky], Viking, 2018, ISBN 978-02-411-8665-7, pp.352.
- Agent Sonya: Lover, Mother, Soldier, Spy, Viking, 2020, pp.384, ISBN 978-02-414-0850-6.
- Prigionieri del castello (Colditz: Prisoners of the Castle, 2022), Collana I colibrì, Vicenza, Neri Pozza, 2024, ISBN 978-88-545-2838-3.
- The Siege: The Remarkable Story of the Greatest SAS Hostage Drama, Viking, 2024, ISBN 978-02-416-7567-0, pp.384.

## Adattamenti
Da 5 suoi libri la BBC ha tratto altrettanti documentari:
- Operation Mincemeat, 2010.
- Double Agent: The Eddie Chapman Story, 2011.
- Double Cross – The True Story of the D Day Spies, 2012.
- Kim Philby - His Most Intimate Betrayal, 2014.
- SAS: Rogue Warriors, 2017.